# Oosterpark (Amsterdam)

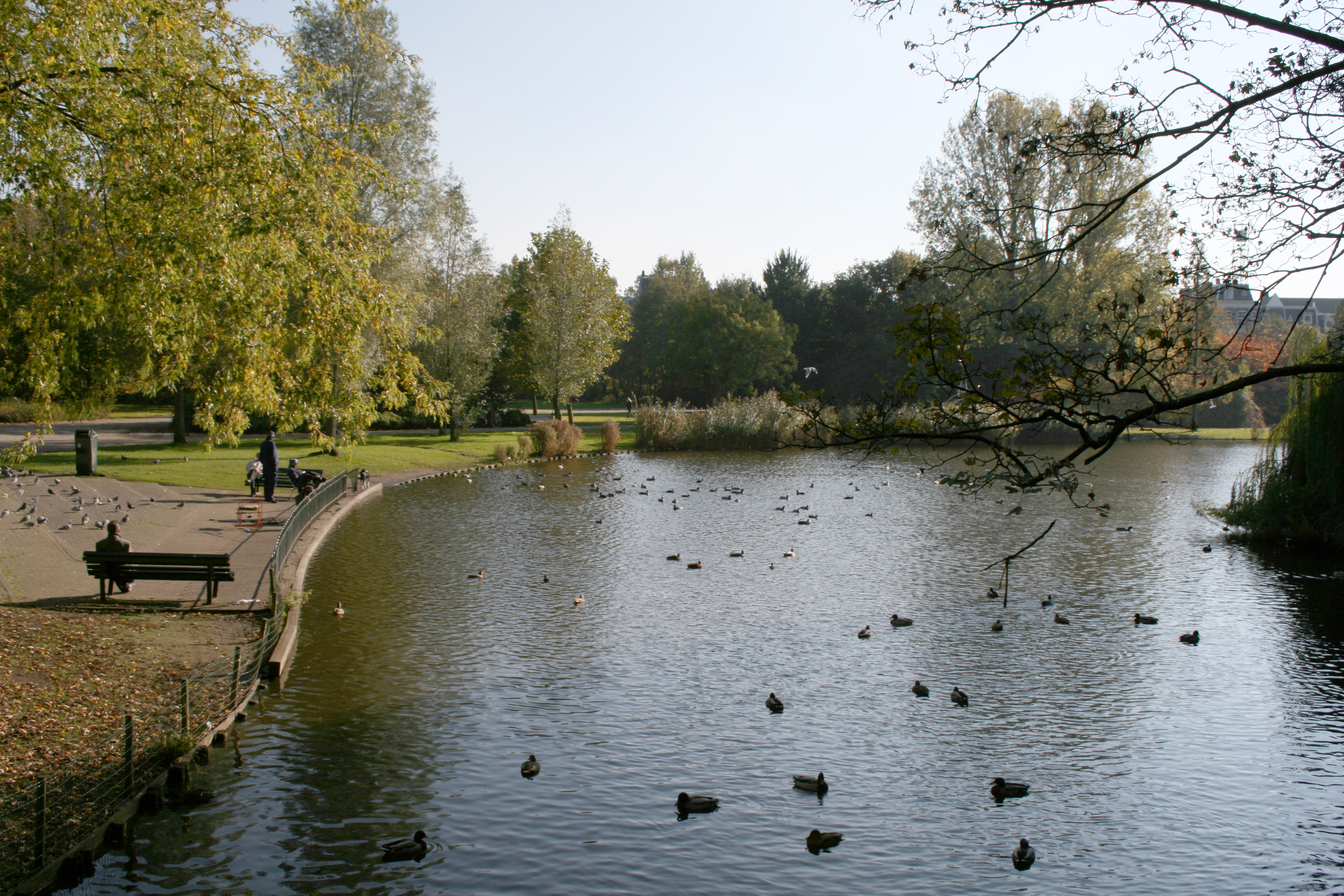
Eendenvoerplaats

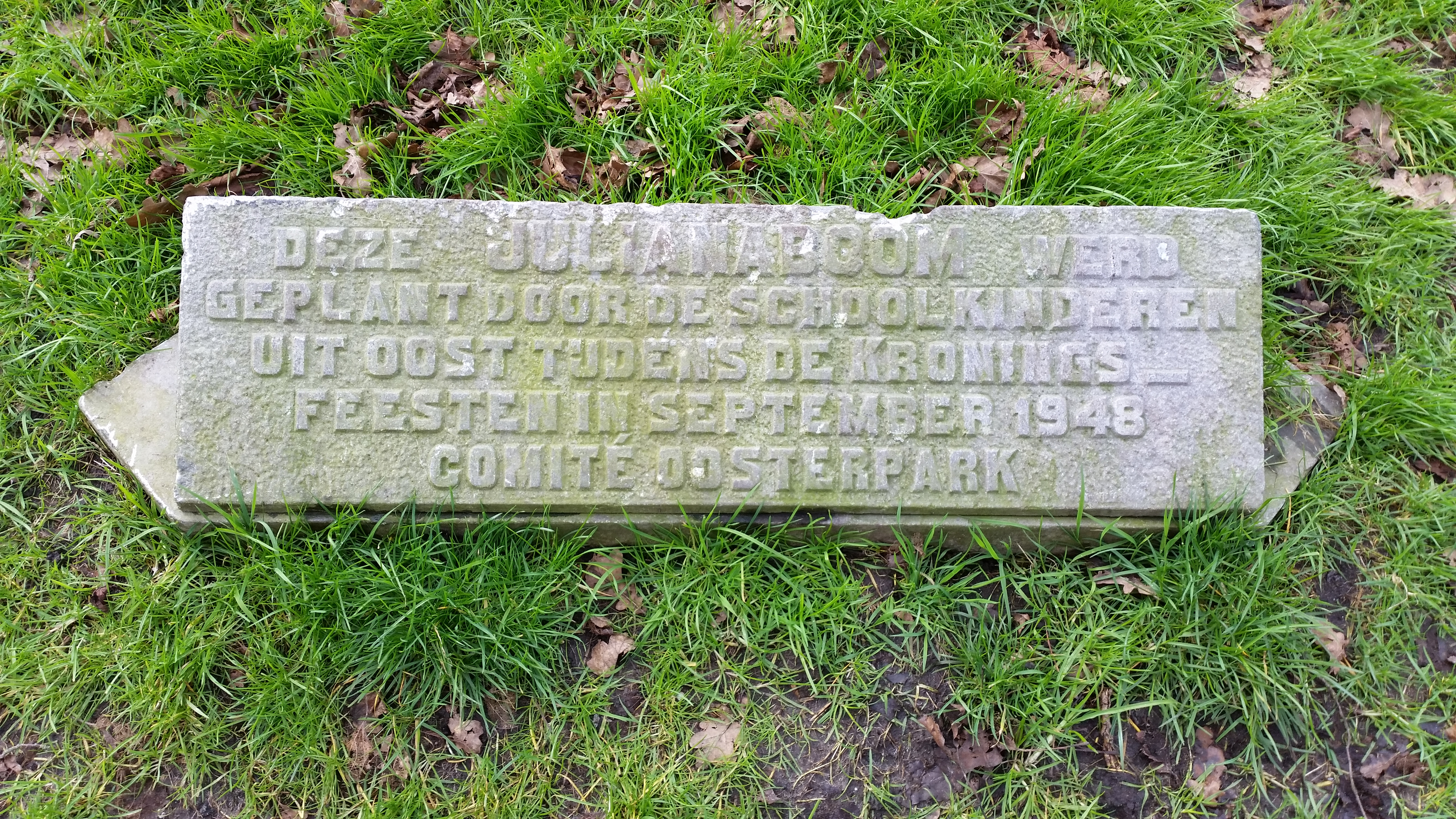
Tekststeen Julianaboom (februari 2020)

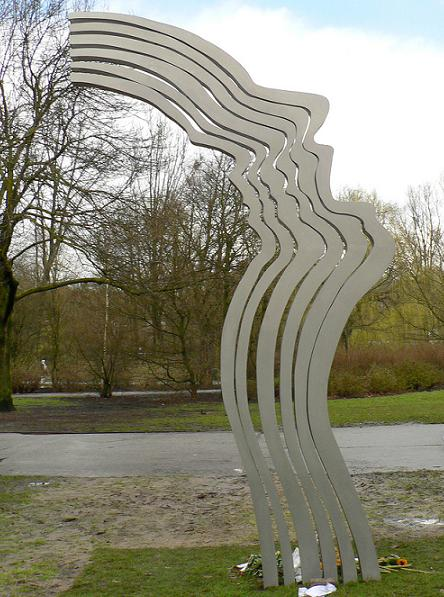
De Schreeuw

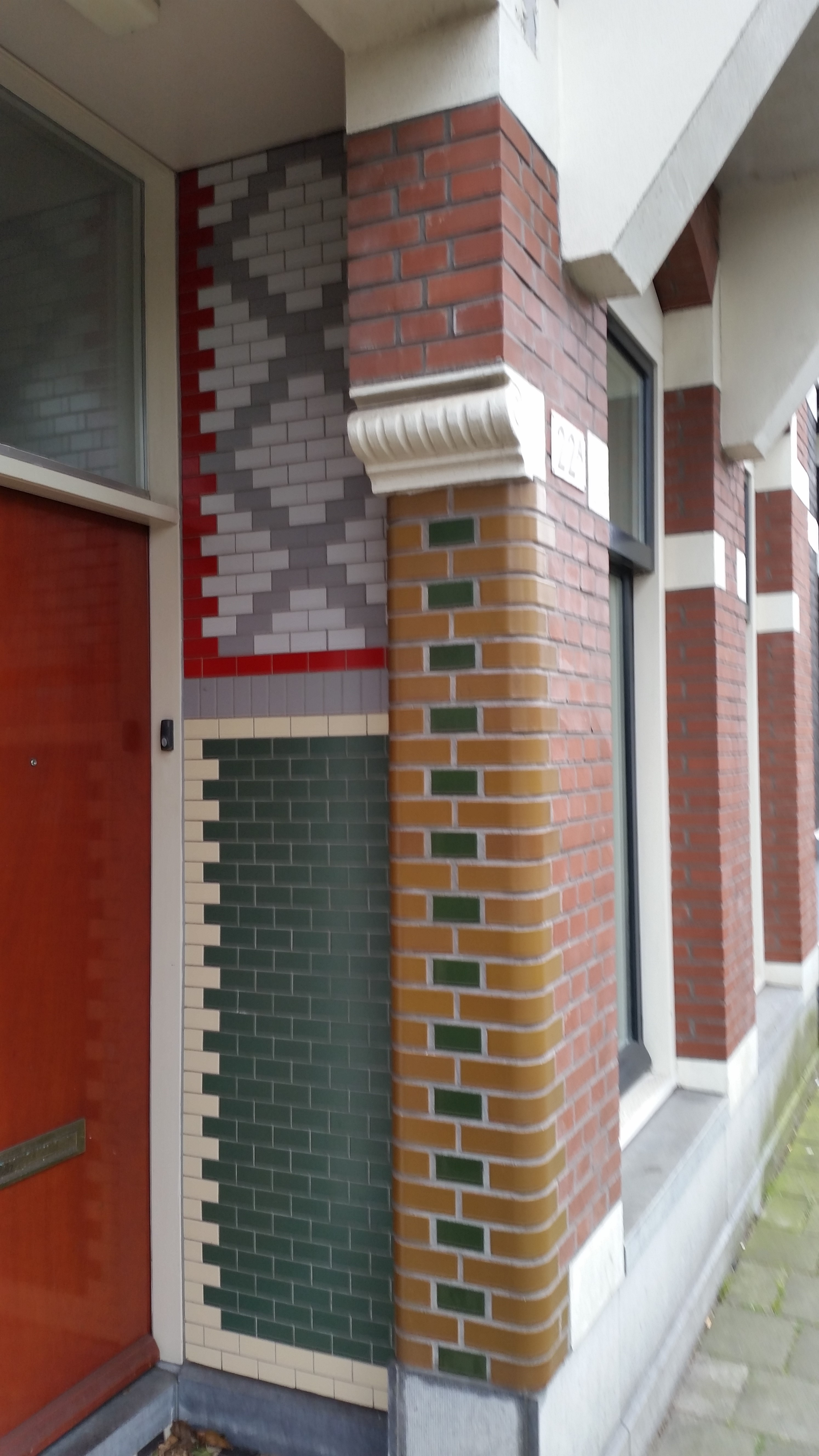
Tegelwerk in portiek Oosterpark 22-23 (februari 2020)

Het Oosterpark is een stadspark en straat in de Oosterparkbuurt in Amsterdam-Oost. Het park is circa 12 ha groot. De straat loopt aan de west- en zuidzijde van het park en heette voor 1895 Eerste Parkstraat.

## Geschiedenis
Na de afbraak van de stadswallen en de bolwerken werd in 1857 het eerste (dus nog vóór het Vondelpark) Amsterdamse stadspark(je): Westerplantsoen (ofwel Haarlemmerplantsoen ofwel Park Blaauwhoofd) aangelegd op het gebiedje waar nu de Barentszstraat en de Planciusstraat liggen. Als gevolg van de aanleg van het Noordzeekanaal en de spoorlijn tussen het Westerkanaal en de Droogbak nabij het Centraal Station heeft dit parkje maar tot 1876 bestaan, dus amper 20 jaar.
Het in 1891 aangelegde Oosterpark was het eerste grote park dat door de gemeente Amsterdam werd aangelegd. Eerdere parken in de stad waren kleiner (Sarphatipark en Wertheimpark) of privé-initiatief (Vondelpark). Het ontwerp in Engelse landschapsstijl is van de landschapsarchitect Leonard Springer. In het park bevindt zich een slingerend aangelegde vijver, een restant van een molenwetering, met daarin een klein eiland. 
Voor de aanleg van het Oosterpark moest de uit 1866 daterende oude Oosterbegraafplaats, die vlak achter de plek lag waar nu het Koninklijk Instituut voor de Tropen is, worden verplaatst. Er was aanvankelijk veel protest van nabestaanden tegen deze verplaatsing, maar uiteindelijk ging men akkoord met de nieuwe locatie. Dit werd de in 1894 geopende Nieuwe Oosterbegraafplaats die verderop, in de Watergraafsmeer, ligt.
Het park is sinds de opening diverse keren gerenoveerd; de onderliggende bodem is drassig.

### Verdubbeling Oosterpark
Vanaf 2011 wordt uitvoering gegeven aan plannen om de bebouwing aan de noordzijde onderdeel van het park te maken. Dit was oorspronkelijk in de 19e eeuw al het idee maar kon geen doorgang vinden wegens geldgebrek. Aan de noordzijde van het park bevinden zich onder andere het Koninklijk Instituut voor de Tropen, gebouwen van de Universiteit van Amsterdam, het Metis Montessori Lyceum en Hotel Arena. Deze bebouwing is dan al jaren van het park afgeschermd door hekken en verhogingen in het terrein. In de uitvoering breidt het park zich uit tot rondom deze gebouwen, waardoor deze in het park komen te liggen. De oppervlakte van het park wordt daarmee een stuk groter. Tegelijkertijd wordt de afwatering vernieuwd en wordt het park opnieuw ingedeeld om het beter te laten voldoen aan de dan geldende eisen en wensen. Eind 2020 moet deze renovatie gereed zijn. 
Onderdeel van die renovatie was een bomenkap die het stadsdeel Oost wilde doorvoeren. Er zouden 400 van de 1800 voor een deel oude en monumentale bomen gekapt worden. Hiertegen ontstond bij parkgebruikers en buurtbewoners verzet, hetgeen opleverde dat een honderdtal bomen van kap gevrijwaard werd.

## Fauna
In het park komen een aantal bekende stadsbroedvogels voor als koolmees, pimpelmees, heggenmus, roodborst en winterkoning. In wintermaanden zijn de grote bonte specht en de boomkruiper met regelmaat in het park te zien. Zo ook bekende wintergasten als de koperwiek. In 2008 en 2009 hebben knobbelzwanen in het park gebroed. Sinds enkele jaren wordt het park ook gefrequenteerd door honderden halsbandparkieten.Bovendien is het de enige plaats in Nederland waar verwilderde grote alexanderparkieten broeden.

## Gebouwen
In het park staan eigenlijk maar drie bouwsels: een elektriciteitshuisje (zuidwestpunt), de Muziekkoepel Oosterpark in het midden (een gemeentelijk monument) en een poldergemaal aan de Linnaeusstraat. Echter het uit 1967 stammende Amsterdam Tropen Hotel ontworpen door Tjeerd Dijkstra lijkt zich vanaf de bouw al in het park te bevinden, maar werd gebouwd op de terreinen van het Tropenmuseum. 
Aan de noordrand van het park staat een aantal gebouwen en bouwsels met adressen aan de Mauritskade of de 's-Gravesandestraat, die al dan niet uitkomen op het park. Daaronder bevinden zich als gemeentelijk of rijksmonument:
- de erfscheiding van het Sint Elisabeth Gesticht aan de 's-Gravesandestraat, hoek Mauritskade (rijksmonument vanaf 2003)
- de Schoorsteen van het Sint Elisabeth Gesticht aan de 's-Gravesandestraat 55 (rijksmonument vanaf 2003)
- de Lourdesgrot van het Sint Elisabeth Gesticht aan de Mauritskde 26a (rijksmonument vanaf 2003)
- Mauritskade 56, Amsterdam, een voormalige openluchtschool (gemeentelijk monument sinds 2001)
- het Koninklijk Instituut voor de Tropen (rijksmonument sinds 2003)

Een verdwenen gebouw is dat van het Beatrixoord, een sanatorium aan het park met toegang daartoe; het stond er tussen de jaren twintig en zeventig van de 20e eeuw.
Aan de westrand staat de Pastorie van het Sint Elisabeth Gesticht (rijksmonument sinds 2004) aan de rand van het park.
Echt buiten het park staat een aantal monumentale gebouwen aan de straat Oosterpark. Deze vallen op in de Oosterparkbuurt waar meest sprake was van revolutiebouw om arbeiders in onder te brengen. De gebouwen aan het park zijn luxer van uiterlijk en in een enkel geval werd een architect van naam ingeschakeld. Van de gebouwen zijn ongeveer vijfentwintig panden bekeken of zij in aanmerking konder komen voor een monumentstatus. Er kwam maar een handvol gebouwen/gebouwencomplexen in aanmerking. Onderzoek werd gedaan naar bijvoorbeeld:
- huisnummers 4 en 5: gemeentelijk monument sinds 2013: Oosterparkkerk of wel het Kerkgebouw der Vereenigde Doopsgezinde Gemeente; een gebouw uit 1904, aldus de gevelsteen
- huisnummer 6: een gebouw uit 1896-1897 ontworpen door  Gerrit Willem Vixseboxse; gebouwd voor de Sandrina Louisa Geertruida Holthuysen Stichting met naamgeefster Louisa Holthuysen; hofje voor oude dames, het zou eerste aan de Amstelstraat gebouwd worden, maar het terrein bleek te klein; de stichting ruilde die grond postuum voor een terrein aan het Oosterpark; Holthuysen en Vixseboxse waren beiden actief binnen de Hervormde Gemeente;
- huisnummers 7 en 8: gemeentelijk monument sinds 2013, samengesteld hoekblok dat doorloopt aan het 's Gravesandeplein; Het deel aan de Oosterpark is ontworpen door P.H.M. Kuyper; dat aan het plein met huisnummer 25 is ontworpen door J.L. Bom; beiden aannemer en architect. Nummer 7 heeft een klassieke gevel, nummer 8 een torenachtige opbouw; beide voorzien van een erker; aan het 's-Gravesandeplein is er juist geen erker
- huisnummer 13-16, het enige nieuwbouwblok aan de zuidkant; gebouw uit 1997
- Oosterpark 50-58; bouwblok doorlopend tot in de Eikenweg; op nummer 58 woonde enige tijd Adrianus Bleijs, architect van het oorspronkelijke Onze Lieve Vrouwe Gasthuis en in een andere periode wethouder Monne de Miranda
- Oosterpark 77-78, Amsterdam; rijksmonument sinds 2004, gebouw uit 1881 dat in 1922 verbouwd werd onder leiding van Harry Elte, het pand kreeg tussen bouwsels uit de 19e eeuw een opmerkelijk art-deco-uiterlijk mee
- huisnummer 79 uit 1887; een door Adriaan Willem Weissman ontworpen gebouw voor kunstenaar Hendrik Valkenburg in eclectische stijl
- huisnummer 82/82; het Witsenhuis, rijksmonument sinds 2003
- huisnummer 87-88; dubbel woonhuis/atelier ontworpen door aannemer Coenraad Wiegand, eclectische stijl; gebouwd met ateliers voor kunstenaars Theo Hanrath en Hein Kever; later omgebouwd tot woon/winkelpand

Aan de oostzijde van het park staan slechts twee noemenswaardige gebouwen. Het zijn de restanten van in de 1989 grotendeels afgebrande Muiderkerk aan de Linnaeusstraat en een gebouw op de hoek Wijttenbachstraat en Linnaeusstraat.

## Beelden en monumenten
Het park biedt plaats aan een aantal monumenten en beelden. Zo zijn er bijvoorbeeld het Nationaal monument slavernijverleden, ontworpen door Erwin de Vries en De schreeuw van Jeroen Henneman ter nagedachtenis van de moord op Theo van Gogh. Ongeveer midden in het park bevindt zicht een tekststeen, gemaakt in 1948 ter viering van de plant van een boom ter gelegenheid van de kroningfeesten voor Juliana der Nederlanden in september 1948. Aan de noordzijde van het park is een pierenbad ontworpen door Aldo van Eyck te vinden. 

## Evenementen en festivals
In het park worden regelmatig kunstmanifestaties en festivals gehouden, zoals Roots Open Air (onderdeel van het Amsterdam Roots Festival), het Food & Faces, Appelsap, Keti Koti Festival  en Loveland van Oranje (tot en met 2013 Loveland Queensday). Tijdens het Holland Festival worden soms op een groot scherm videobeelden getoond van een opera die op dat moment in de Stopera wordt uitgevoerd - het populairste openluchtgedeelte van het festival. 

## Afbeeldingen straat

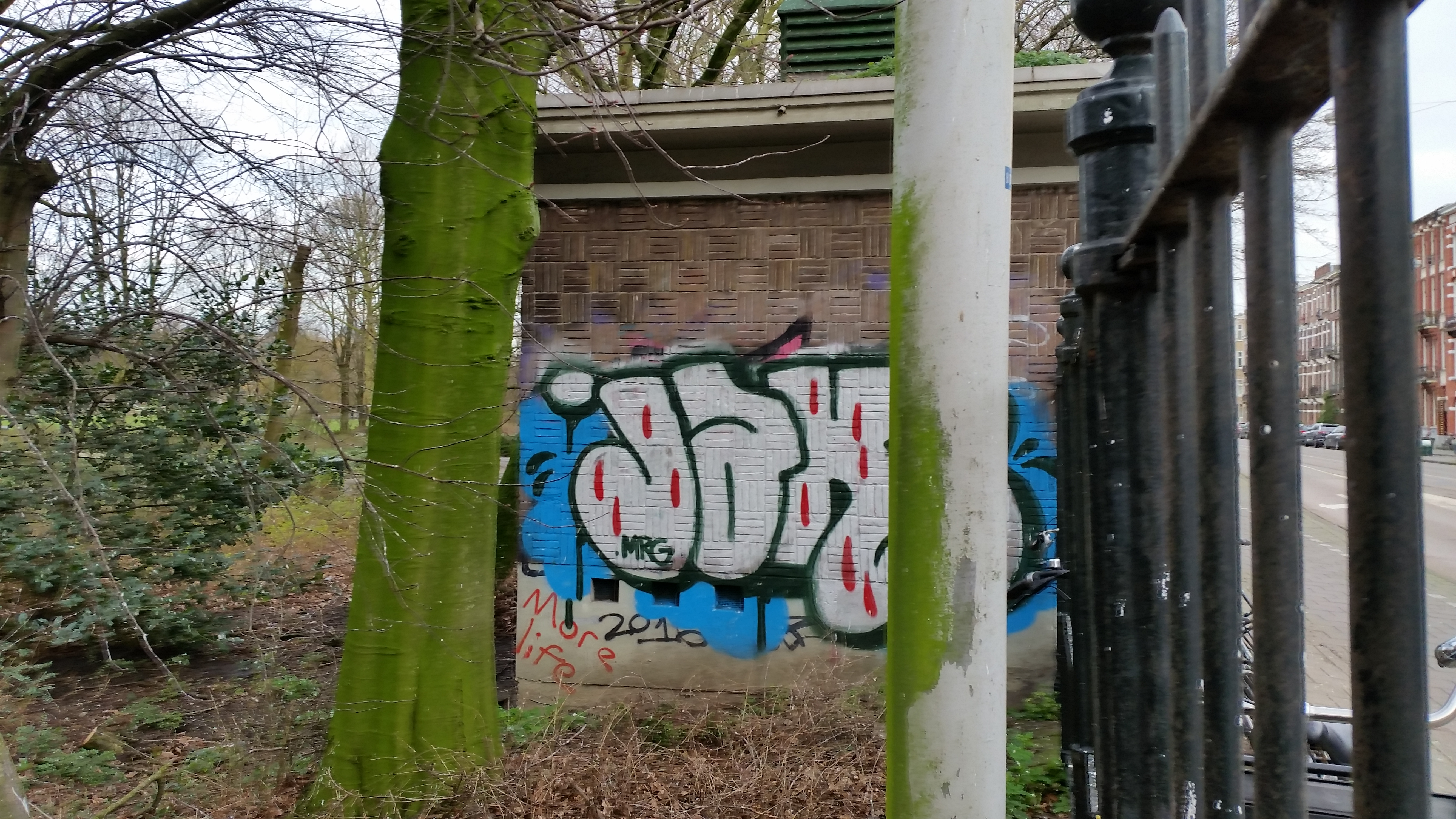
Elektriciteitshuisje met afwijkend metselverband (februari 2020)
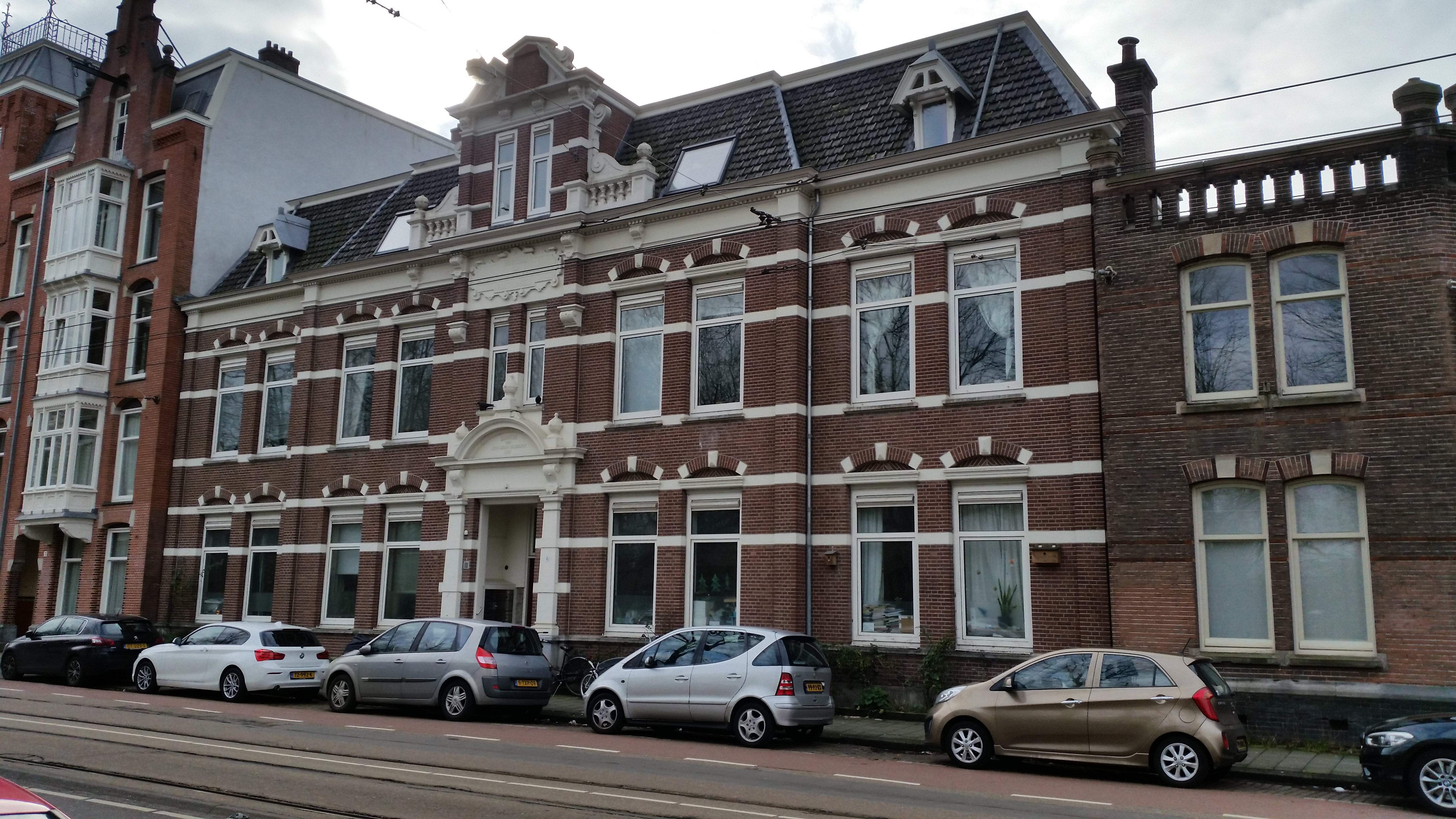
Oosterpark 6 (februari 2020)
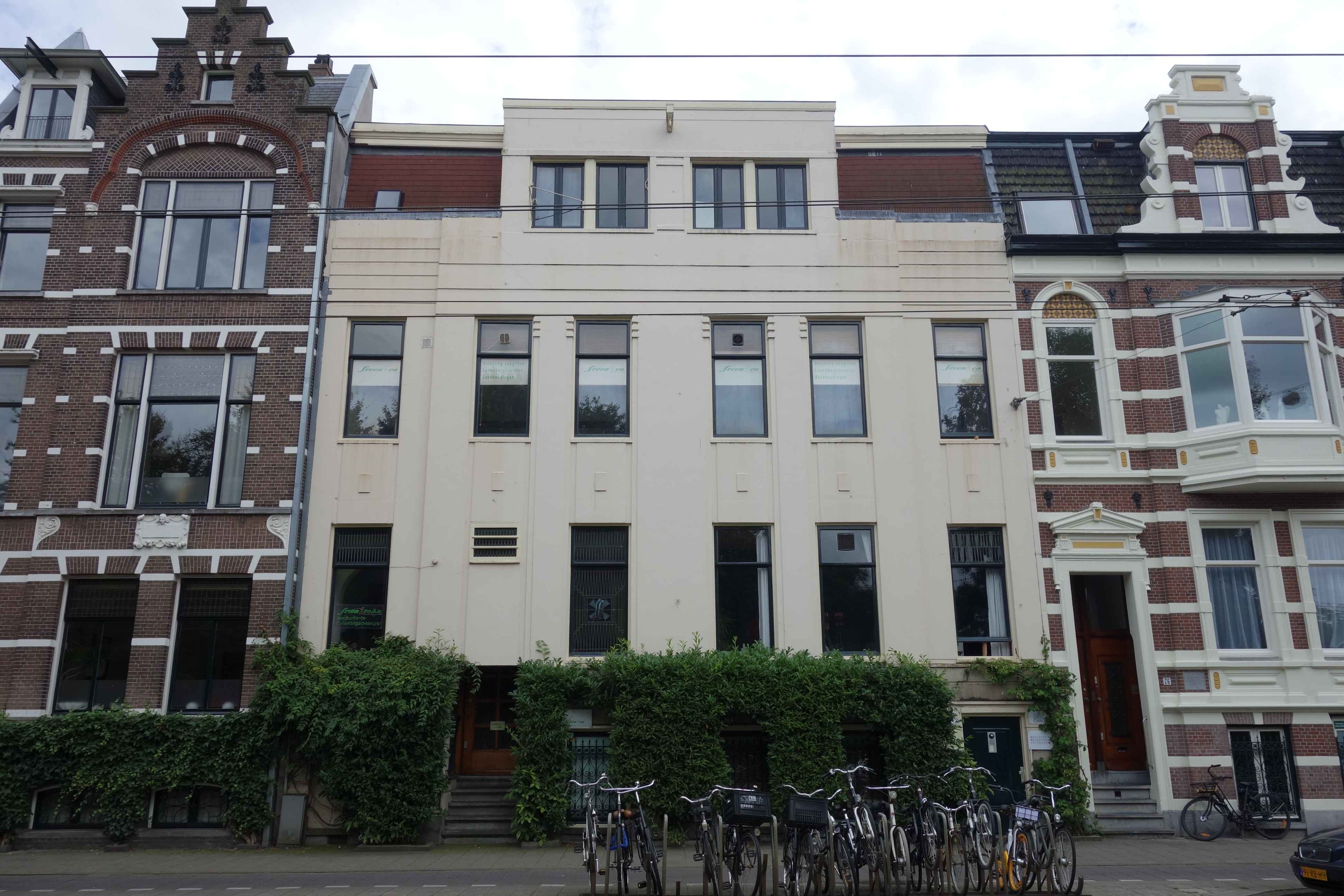
Afwijkende gevel van Oosterpark 77-78 tussen 19e-eeuwse bouwsels (februari 2020)
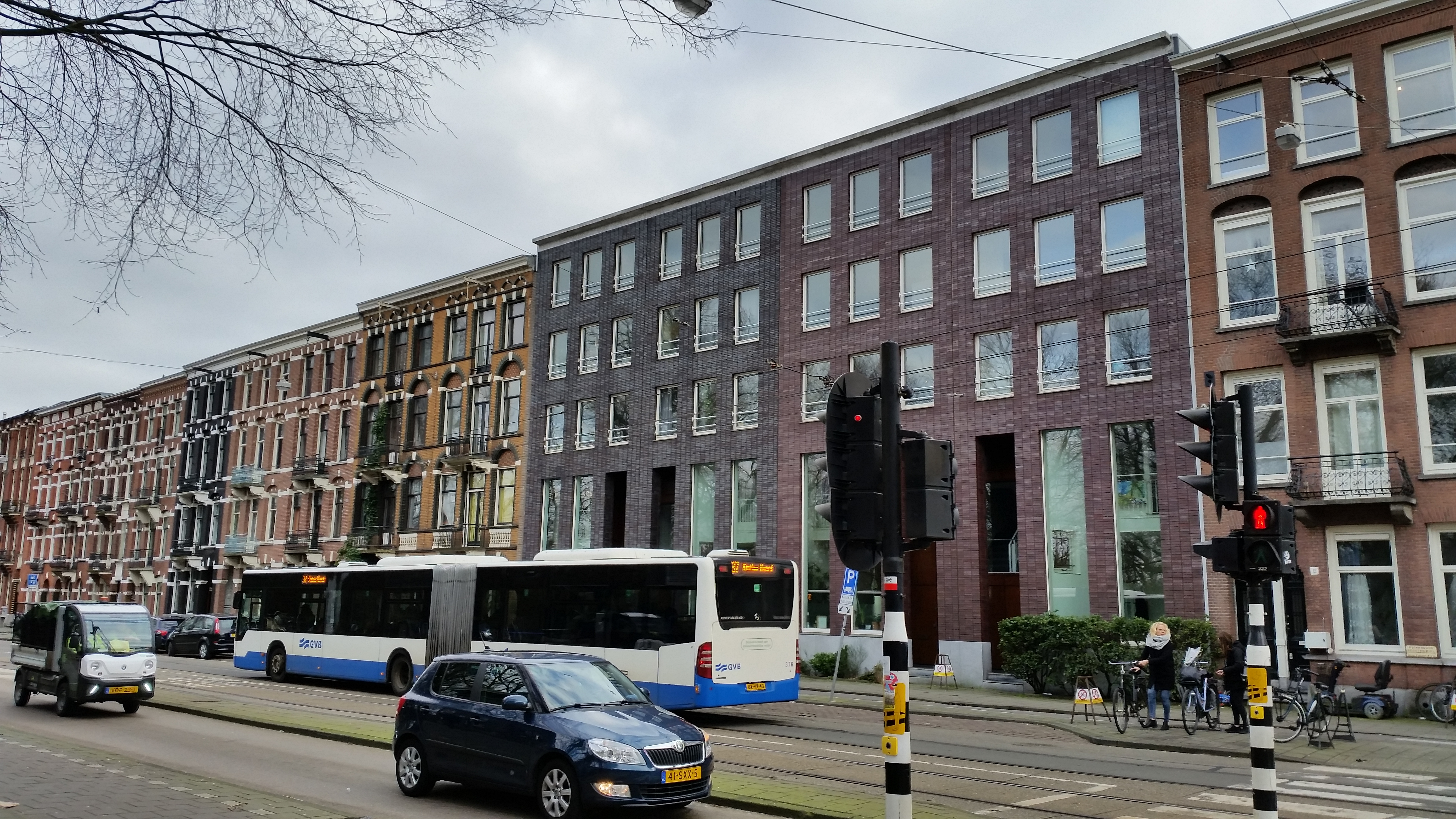
Oosterpark 13-16 uit 1997 (februari 2020)

Bokkenrijder · Bolgewas · Communicatie · Justus van Maurikbank · Leonard Springerbrug · Limietpalen Oosterpark · Monument voor de Tachtigers · Muziekkoepel Oosterpark · Nationaal Monument Slavernijverleden · Politiehond Albert · Rotsfontein Oosterpark · De Schreeuw · Speelslinger Oosterpark · Spelende kinderen · Spreeksteen · Tekststeen Julianaboom · De Titaantjes · Het westen ontvangt en ontmoet 't oosten